# Eremopezus
Eremopezus – monotypowy rodzaj prehistorycznych ptaków. Zalicza się do niego jedynie wielki, prawdopodobnie nielatający Eremopezus eocaenus, odnaleziony w górnoeoceńskiej formacji Jebel Qatrani w okolicy skarpy Qasr el-Sagha, na północ od jeziora Birket Qarun blisko Fajum w Egipcie. Okoliczne skały datuje się na priabon, najstarsze z nich pochodzą sprzed 36 milionów lat, najmłodsze mają nie mniej niż 33 miliony lat.
Nie wiadomo dokładnie, z jakiej warstwy pochodzą pierwsze znalezione pozostałości ptaka. Wcześniej uznawano je za wczesnooligoceńskie (30–33 miliony lat), lecz się z tego wycofano, gdyż tylko najwyższa część formacji Jebel Qatrani powstała w oligocenie. Możliwe też, że pochodzą one z nieco starszej formacji Qasr el-Sagha, jednakże ta i oligoceńska część Jebel Qatrani wiązały się z ekosystemem znacznie różniącym się od eoceńskiej formacji Jebel Qatrani Formation. Obecnie sądzi się, że cały materiał należący do E. eocaenus pochodzi z najniższych skał formacji Jebel Qatrani.

## Pozostałości, systematyka i taksonomia
Pierwotnie opisano lewy dystalny fragmentaryczny tibiotarsus, oznaczony jako BMNH A843; znaleziony niedługo później paliczek wstępnie przypisano temu samemu zwierzęciu, które uznano pierwotnie za bezgrzebieniowca i dalekiego krewniaka madagaskarskiego mamutaka. Kiedy jednak nieco później na północ od ruin Dimeh odnaleziono fragment tarsometatarsus, opisano to jako Stromeria fajumensis. Wielkość, jaką prezentował holotypowy tibiotarsus, zgadzała się, wobec czego przypisano stworzenie do mamutaków. Okaz ten, skatalogowany jako BSPG 1914 I 53, posiadał wydatną tylną krawędź spotykaną także u Mullerornis betsilei, co pozwalało skojarzyć skamieniałą kość z tym raczej mniejszym i smuklejszym mamutakiem. Z drugiej strony znaleziony okaz prezentował na bocznej i przyśrodkowej powierzchni dystalnych kłykci głębokie wgłobienia odpowiadające więzadłom. Podobnych nie spotkano wcześniej u właściwych mamutaków. Razem z szorstką krawędzią stanowiły one przyczep więzadła, zabezpieczający więzadło kostki przed przemieszczeniem się. Tarsometatarsus przypomina także bardziej ten spotykany u bezgrzebieniowców, jak emu, struś czy nandu, niż należący do mamutaków.
Pewne szczątki skorupek jaj z Maghrebu, opisane jako Psammornis i przywodzące na myśl jaja bezgrzebieniowych, różni autorzy także przypisywali rodzajowi Eremopezus. Najpierw określano je na paleogen, jednakże dzisiaj uznaje się je za dużo młodsze, późnoneogeńskie (być może nawet liczą mniej niż 5 milionów lat). Podejrzewa się, że złożyły je strusie bądź ich bliscy krewni.

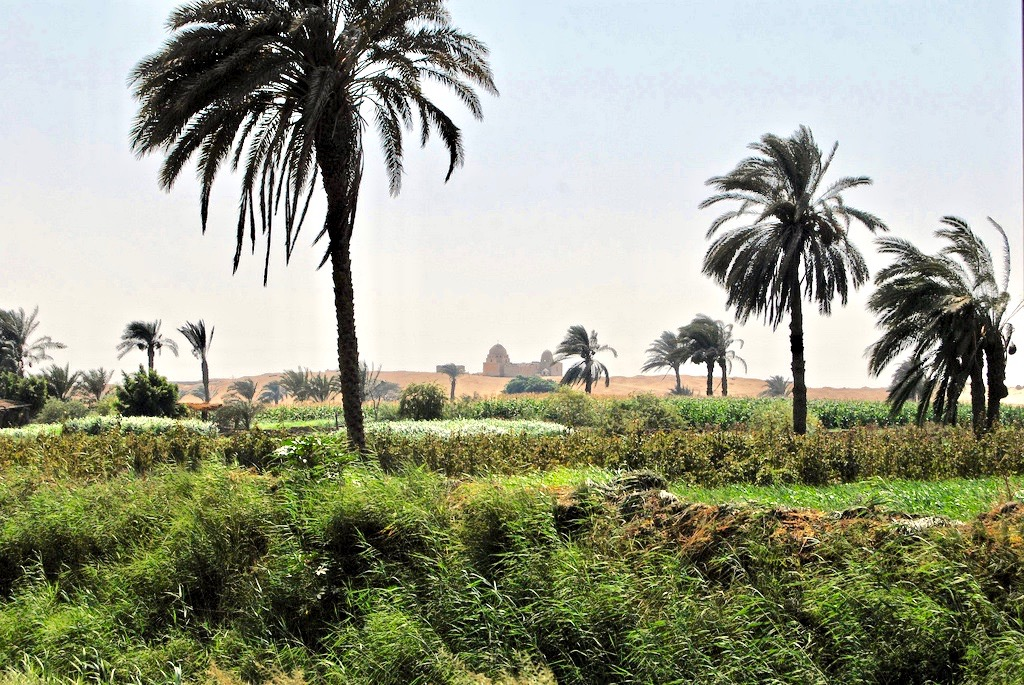
Fajum obecnie

Nazwa naukowa Eremopezus eocaenus jest raczej dwuznaczna, można ją przetłumaczyć na „chodzący samotnik z eocenu”. Eremos (ἐρῆμος) oznaczało w starożytnej grece osamotnione miejsce lub osobę: pustelnika, pustynię czy pustkowie. Chociaż Fajum leży na skraju Pustyni Libijskiej, pokrywa je dziś bujna roślinność. Podobnie było 35–30 milionów lat temu – roiło się od życia. Z drugiej strony nie wydaje się prawdopodobne, by taki wielki i z dużą dozą pewności drapieżny ptak prowadził życie stadne czy tworzył populację o dużej gęstości osobników. Można więc opisać go jako samotnika, ale nie jako mieszkańca pustyń. Pezus to zlatynizowane słowo pochodzące od greckiego pezós (πεζός) oznaczającego piechura. Z kolei epitet gatunkowy eocaenus odnosi się do czasu, w którym ptak żył. Jak wspomniano, założenie z 1904 autorstwa C.W. Andrewsa nie było poprawne. Stromeria fajumensis zaś honoruje paleontologa Ernsta Freiherra Stromera von Reichenbacha, odnosząc się też do miejsca znalezienia kości.

### Systematyka
Dokładne badania szczątków sugerują, że wyraźne podobieństwo do bezgrzebieniowców wprowadziło w błąd. W pozostałościach doszukano się wielu cech niespotykanych u żadnej ze znanych linii bezgrzebieniowych, zwłaszcza zaś u strusi czy mamutaków, będących jako jedyne z przedstawicieli grupy bliskie opisywanemu rodzajowi pod względem biogeograficznym. Co więcej, Eremopezus posiadał kilka cech spotykanych nie u bezgrzebieniowców, lecz u pewnych neognatycznych: jego palce rozchodziły się znacznie i mogły się zginać w szerokiej gamie różnych pozycji, podczas gdy solidne ścięgna zapewniały zwierzęciu silny uchwyt. Dzięki powiązanym z sobą detalom anatomicznym E. eocaenus przypomina sekretarza (Sagittarius serpentarius) i trzewikodzioba (Balaeniceps rex), dwa afrykańskie endemity.

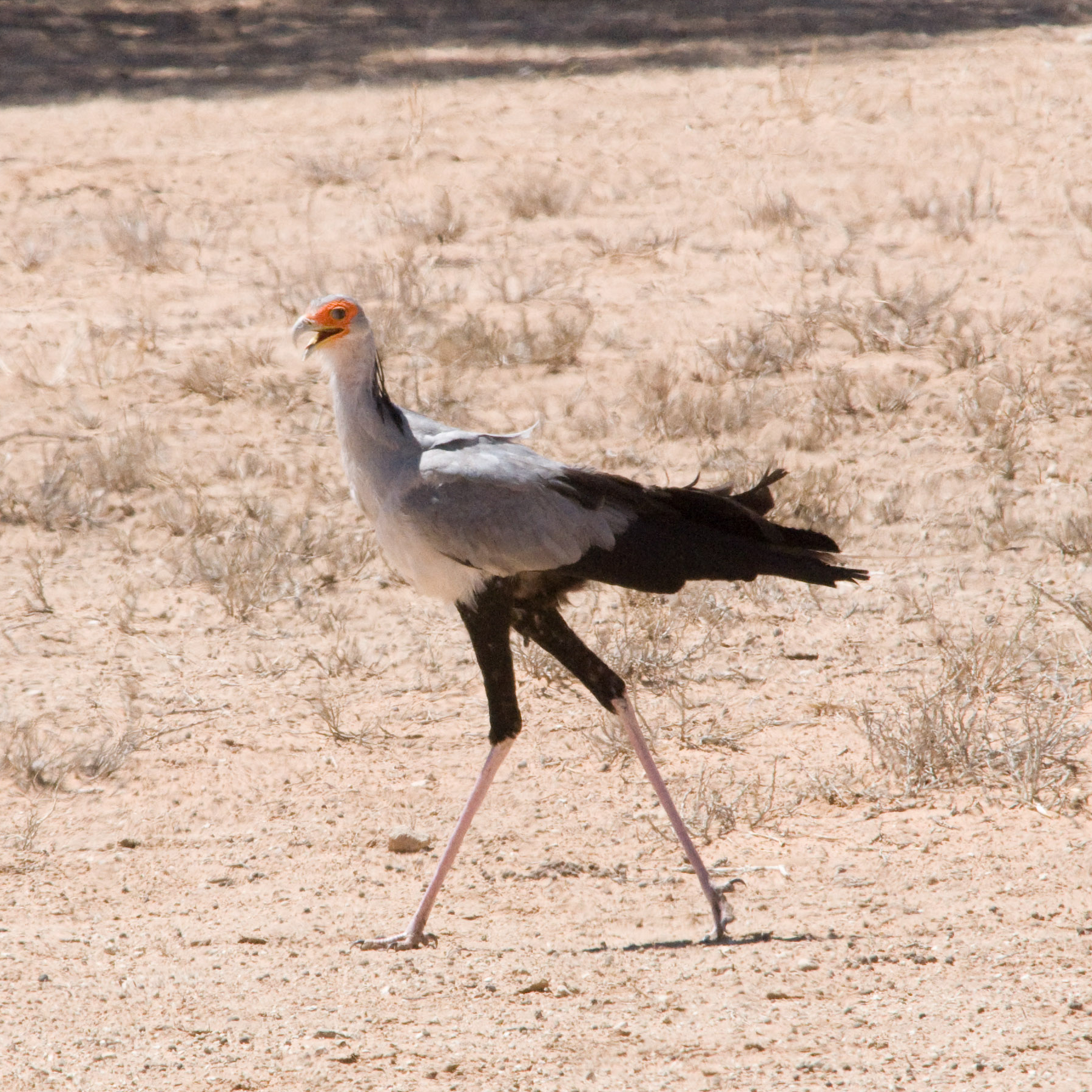
Dorosły sekretarz

Sekretarz to drapieżny ptak zdolny do sprawnego lotu, preferujący jednak przechadzanie się na swych długich nogach, szczególnie podczas żerowania. Jego stopy przystosowane są do uderzania ofiary (dużych stawonogów i małych czy średniej wielkości kręgowców lądowych) z dużą prędkością i siłą, i ogłuszenia jej, bądź zabicia, jednak nie są w stanie chwytać ofiary, tak jak robią to np. orły czy inne ptaki drapieżne, do których sekretarz się zalicza. Trzewikodziób zaś, z braku lepszej teorii przez długi czas uważany za dużego dziwnego krewnego bocianów z rzędu brodzących, okazał się rzeczywiście przedstawicielem dużych wodnych ptaków, jak bocian czy czapla, jednakże sytuującym się znacznie bliżej pelikana, w związku z czym należałoby go włączyć raczej do rzędu pełnopłetwych. Nie jest to jednak takson monofiletyczny, jako że wytyczony już dawno temu. Jedną z ich grup ze względu na prostotę kilku współczesnych autorów włącza do brodzących. Obecnie trzewikodzioba uważa się za brakujące ogniwo łączące oba rzędy. Jak pelikany, używa on swego masywnego dzioba i gardzieli do łapania dużych ryb i podobnych wodnych kręgowców, jednak w odróżnieniu od nich nie pływa, a brodzi, w związku z czym cechują go długie nogi, jak u bociana. Przedziera się on przez szuwary w poszukiwaniu dobrych punktów rybackich i używa swych giętkich palców, by utrzymać się na tak niepewnym podłożu, jak kępy wyginanej przez wiatr roślinności na skraju otwartych zbiorników wodnych czy też korzenie i kłody drzew.
Nie znaczy to jednak, że Eremopezus był bliskim krewnym dzisiejszego trzewikodzioba czy sekretarza. Choć dzisiejsza systematyka generalnie stara się unikać monotypowych rodzin, umieszczenie rodzaju samotnie w Eremopezidae wydaje się usprawiedliwione, jego najbliżsi krewni pozostają nieznani.
Dla ptaków drapieżnych paleoceńskie (a być może nawet późnokredowe) pochodzenie wydaje się najbardziej prawdopodobne. Pierwsze skamieliny istniejących dzisiaj linii, jak i niektórych form całkowicie wymarłych występują obficie w eoceńskich warstwach Holarktyki, zwłaszcza zaś Europy. Sokołowe prawdopodobnie szybko rozprzestrzeniły się w obrębie Ameryk, gdzie odnaleziono pleomorficzne karakary. Inni dzienni drapieżcy, rodzina Accipitridae – przez niektórych wydzielana do odrębnego rzędu Accipitriformes – ulegli zróżnicowaniu w kierunku wschodnim, w Azji, ewentualnie też w Afryce.
W przypadku sekretarza rodzaj Pelargopappus pojawił się w tym samym czasie, co E. eocaenus w dzisiejszej Francji, od Fajum odgradzało go ponad 1500 km (prawie połowa odległości pomiędzy Afryką i Ameryką Południową) kurczącego się Oceanu Tetydy. Maghreb leżał bliżej Europy, jednak nie bardziej niż Morze Śródziemne w najszerszym miejscu. Liczne linie ptaków pojawiły się podczas eocenu w Afryce, jak i w Europie. Pelargopappus wydaje się dawnym sekretarzem, jednak nie przodkiem żyjącego obecnie gatunku – ten był prawdopodobnie jego bliskim krewnym. Pozostałości wspomnianego rodzaju i wykazane różnice dały pogląd na to, jak w tym czasie wyglądały sekretarze. Wobec tego, nawet jeśli Pelargopappus nie został jeszcze dokładnie porównany ze skamielinami afrykańskimi podczas analizy kladystycznej, znaczne różnice pomiędzy rodzajami Eremopezus i Sagittarius oraz biogeografia wskazują, że opisywany tu ptak nie był bliski tej linii. Nawet należąc do sokołowych (czy jastrzębiowych), powinien pozostać w odrębnej rodzinie.

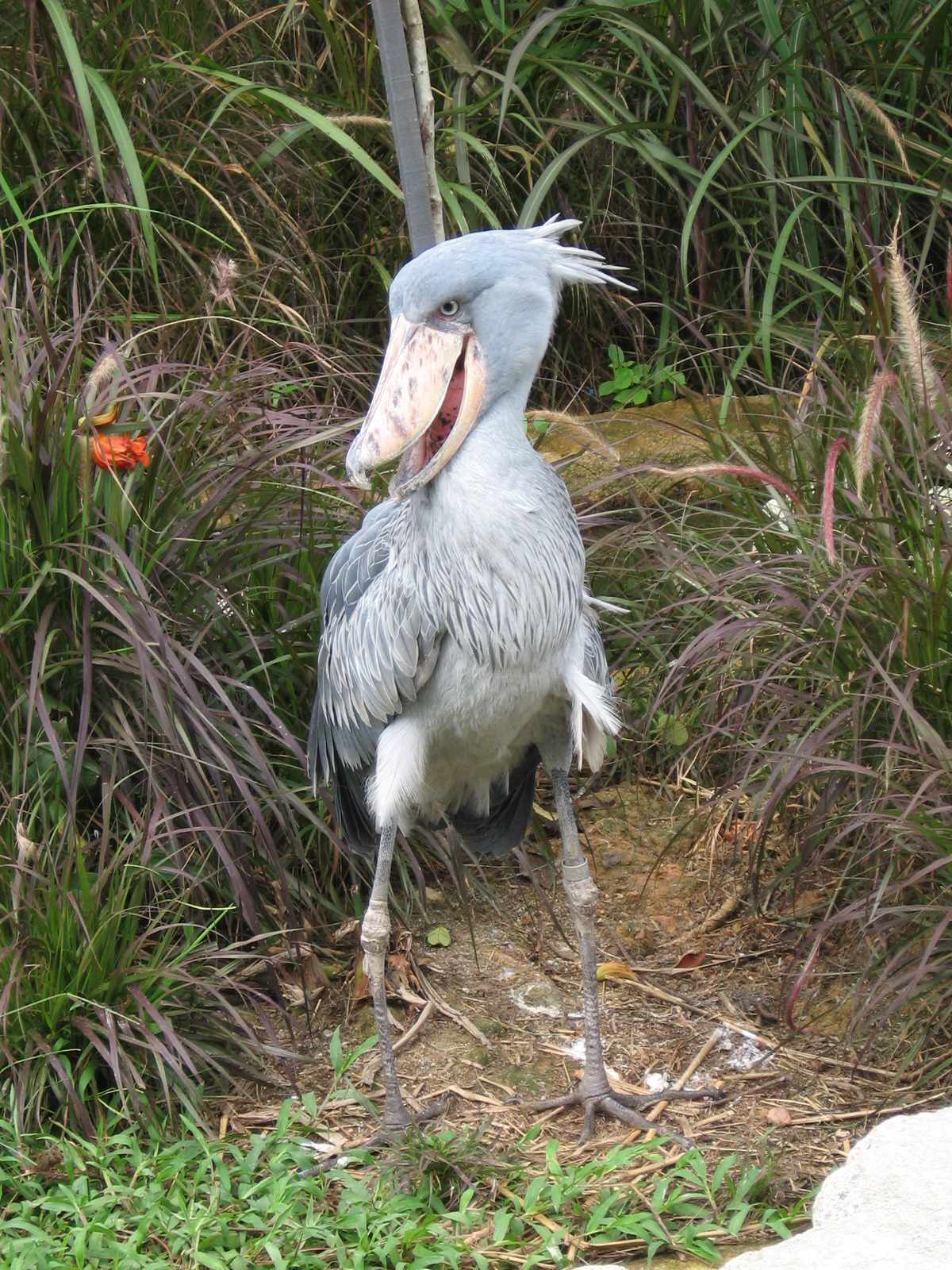
Trzewikodziób (Balaeniceps rex). Choć żyje jak bocian, budowa jego dzioba potwierdza bliższe pokrewieństwo z pelikanem

Podobnie przedstawiałaby się sytuacja po umieszczeniu rodzaju w obrębie pełnopłetwych. Wydaje się zaś, że Goliathia andrewsi, protoplastka trzewikodziobów o lżejszej budowie, cechująca się mniejszą ilością apomorfii niż żyjące obecnie gatunki, żyła w tym samym miejscu i czasie, co E. eocaenus. Znana jest z pojedynczej kości łokciowej ulna, dzięki której wiadomo, że miała znacznie mniejszą od opisywanego tu rodzaju masę, w związku z czym prawdopodobnie potrafiła sprawnie latać.
Podsumowawszy to wszystko, bardzo mało wiadomo o powiązaniach taksonu Eremopezus. Sądzi się dziś, że bezgrzebieniowce wyewoluowały z latających paleognatycznych przypominających kusacze po okresie kredowym, przy czym na uwagę zasługuje tu rodzaj Palaeotis. Skamieniałości egipskie stanowić mogą odrębną linię bezgrzebieniowych. Czasem łączy się je z paleoceńskim Remiornisem z Francji. Rzeczywiście, jak zauważyli pierwsi naukowcy zajmujący się tą kwestią, jego skamieniałe kości, zwłaszcza zaś dystalny tarsometatarsus, bardziej przypominają kształtem i pewnymi szczegółami budowy te spotykane u bezgrzebieniowców niż u innych ptaków. Detale te mogą stanowić proste plezjomorfie, podczas gdy ogólne podobieństwo może stanowić rezultat konwergencji. Autapomorfie palców zupełnie nie przypominają tych spotykanych u jakiegokolwiek z bezgrzebieniowych. Wobec tego jeśli Eremopezus faktycznie należał do bezgrzebieniowych, byłby to prawdopodobnie najdziwniejszy poznany do tej pory przedstawiciel rzeczonej grupy (podczas gdy wcale nie lepiej poznany Remiornis mógł być zwyczajnym poprzednikiem strusia).
Wydaje się, że bezgrzebieniowce nigdy nie wykształciły służącej za kleszcze stopy spotykanej wśród skamielin. Nigdy też nie odniosły wielkiego sukcesu ewolucyjnego na mokradłach reprezentowanych choćby przez formację Jebel Qatrani. To drugie można także powiedzieć o grzebiących, starej grupie neognatycznych z kladu Galloanserae. Blaszkodziobe, kolejna istniejąca dzisiaj grupa należąca do tego samego taksonu, obejmuje typowe ptactwo wodne, jak kaczki. Wiele spośród nich niezależnie wykształciło giętkie palce, umożliwiające im chwytanie pomimo posiadania szczątkowego palucha. Blaszkodziobe także obejmują wielkich nielotnych przedstawicieli (Dromornithidae z Australii, które także najpierw zaliczano do bezgrzebieniowych). Nie wydaje się więc niepojętym, by E. eocaenus stanowił ich bardziej wodny afrykański odpowiednik.
Jednak zanim znalezionych zostanie więcej skamielin, powiedzieć można, że wydaje się mało prawdopodobne, by Eremopezus zaliczał się do grzebiących lub grupy najbliższych krewnych wróblowych. Jednakże te ostatnie to ptaki mniejsze, żyjące na drzewach, prawdopodobnie powstałe później niż ptaki drapieżne. Nie można jednakże wykluczyć, że pierwszy pogląd na tę kwestię, choć brakowało mu standardów dzisiejszych metod naukowych, był właściwy i E. eocaenus rzeczywiście stanowił przykład wysoce apomorficznego paleognatycznego.

## Opis
O ile o większej części ciała ptaka można jedynie wstępnie wnioskować, kończyny dolne do połowy stóp są dziś wiele lepiej znane, a szczegóły ich budowy przynoszą wiele informacji na temat zwyczajów zwierzęcia.

### Stopy

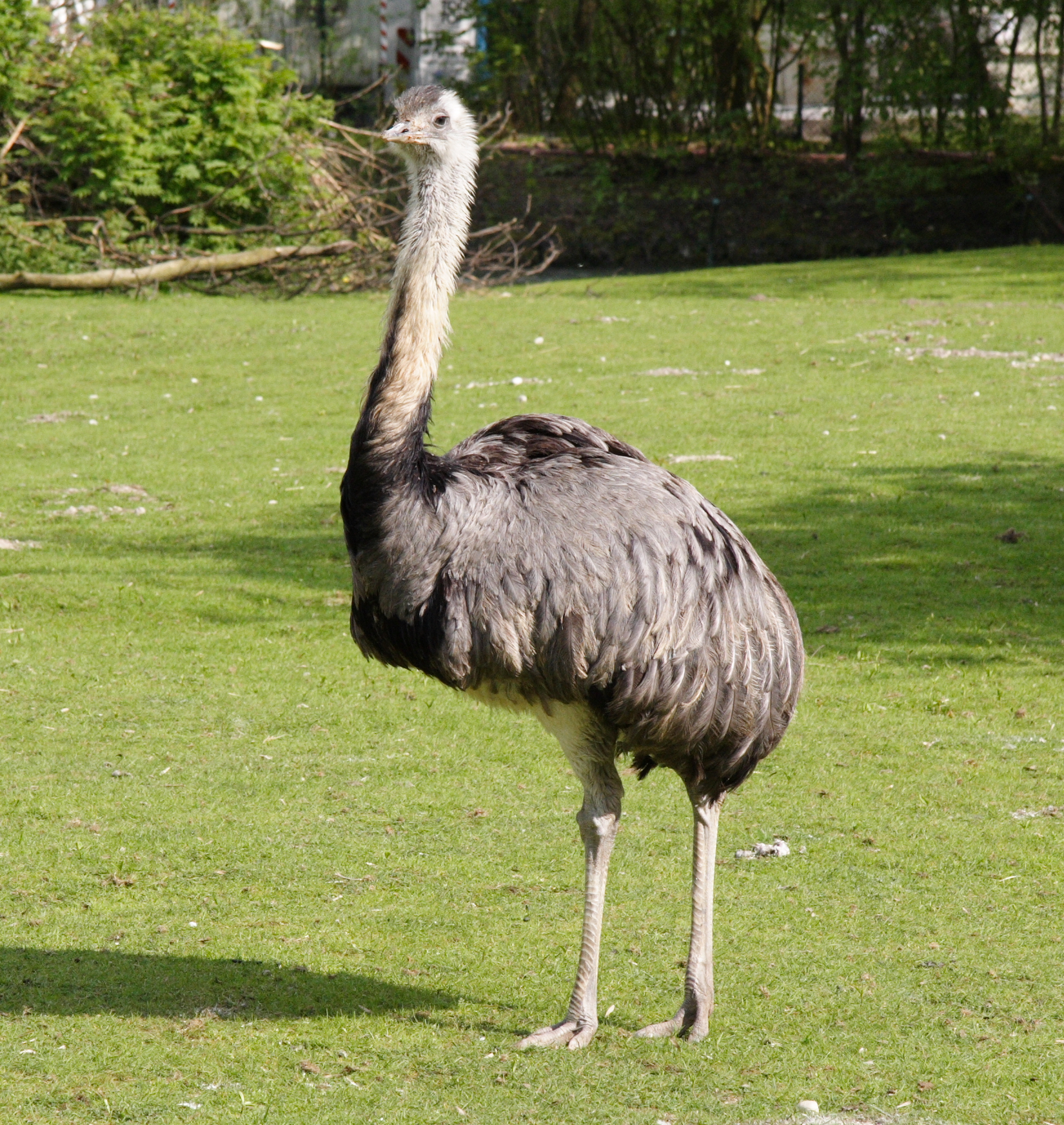
Nandu szare, dorosły samiec. E. eocaenus posiadał prawdopodobnie dłuższe, ale tak samo grube nogi

Dokładna długość tibiotarsusa nie jest znana. Jeśli proporcje odpowiadają spotykanym u mamutaków czy moa, miałby 80–90 cm długości. Nie ma jednakże powodu, by podejrzewać opisywany tu rodzaj, żyjący na mokradłach licznych w drapieżniki, o podobieństwo do tych wielkich ciężkich stworzeń. Tibiotarsus okazu DPC 20919 zachował większość kości i długością dorównuje prawie kompletnemu tarsometatarsusowi (34 cm). Całkowita długość 40–50 cm, jak u niewielkich powolnych mamutaków Mullerornis agilis czy żwawego emu, byłaby usprawiedliwionym oszacowaniem.
Tarsometatarsus miał niewielki hypotarsus z pojedynczym prostym grzebieniem, brakowało zaś otworów mieszczących ścięgna. Staw skokowy obejmował spory środkowy i jeszcze większy rowek zewnętrzny. Okazałą krawędź na tyle rzeczonego znaleziska tworzyły kości śródstopia trzeciego palca, ułożone podeszwowo w stosunku do sąsiednich, z którymi na stałe się łączyły. Zwraca to szczególną uwagę w dolnej części znaleziska, gdzie odpowiadający rowek znajduje się na powierzchni grzbietowej. Powoduje to proksymalne wygładzenie, w czym bierze udział bliższa połowa kości, nieznana jeszcze, jeśli brać pod uwagę znaleziska niespłaszczone, prawdopodobnie owalna lub trójkątna w przekroju.

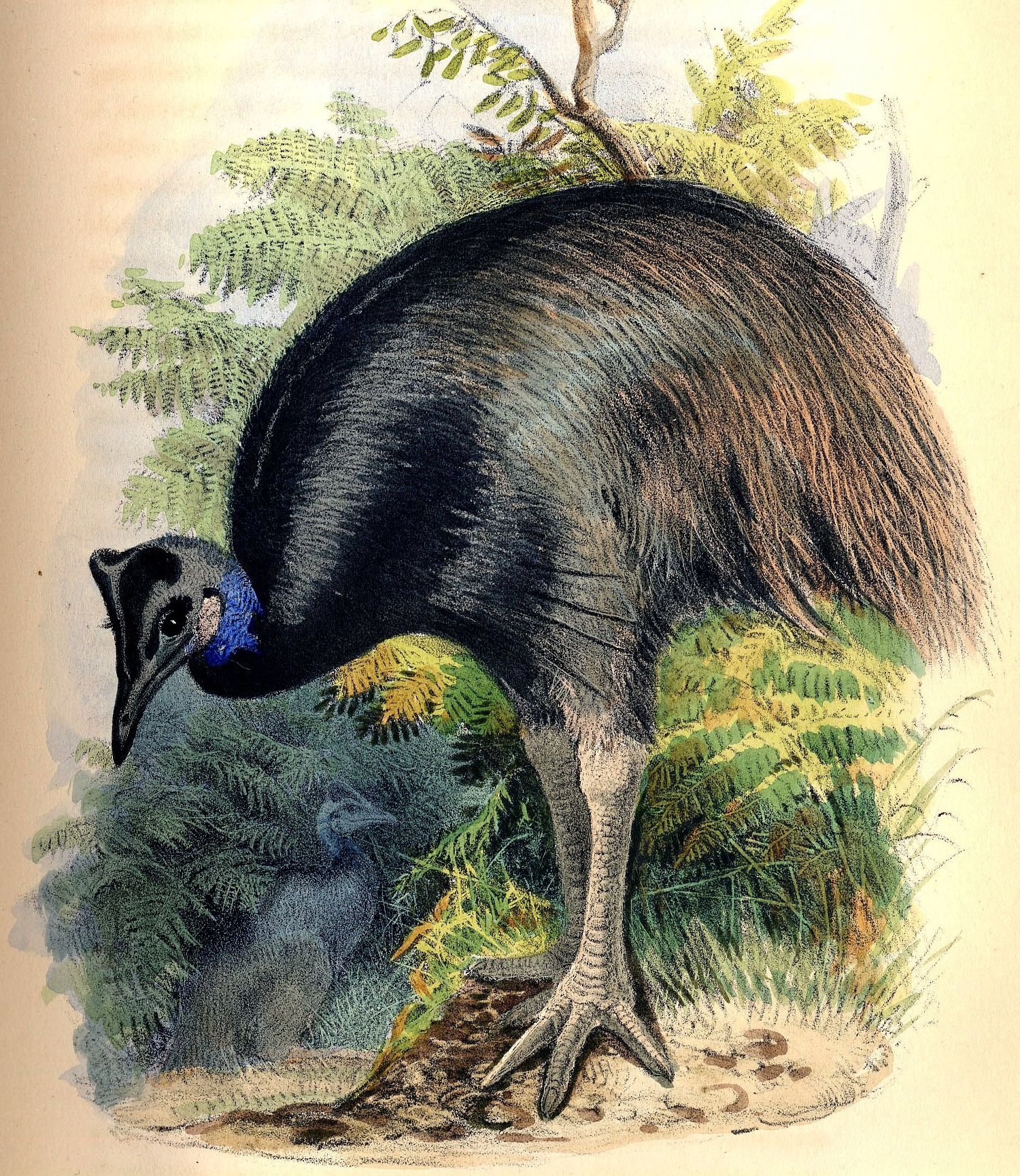
Kazuar mniejszy (Casuarius bennetti), jeden z kilku bezgrzebieniowców z palcami rozstawionymi, jak u E. eocaenus (jednakże mniej mobilnymi)

Biorąc pod uwagę długość i grubość dolnej części nogi i stopy, zauważa się podobieństwo w wielkości opisywanego stworzenia i dużych rozmiarów nandu szarego. Jego palce różniły się znacznie kształtem i ułożeniem od należących do bezgrzebieniowego (i większości innych ptaków). Ponad bloczkami kości skokowych afrykańskiego zwierzęcia kość poszerzała się znacznie. Wśród bezgrzebieniowych można by ją porównać z niektórymi moa i kazuarem mniejszym. Natomiast w kierunku dystalnym kości śródstopia musiały rozszerzać się, w związku z czym stopa wyglądała na szeroką. Zwraca uwagę, że o ile palce mamutaków tylko nieco bardziej rozszerzają się ku dołowi, niż u nandu, szybko biegające ptaki o długich nogach (oprócz bezgrzebieniowych też kariamy i niektóre siewkowe) generalnie wykazują tendencję do trzymania palców razem, z wąskim kątem pomiędzy nimi, czego ekstremalny przykład obserwuje się u strusia. Sugeruje to, że Eremopezus spacerował, truchtał, a biegał jedynie w ostateczności, jeśli w ogóle potrafił szybko biec, co nie wydaje się pewne.
Podkreślenia potrzebuje, że punkt przyczepu bloczka był spłaszczony, co zapewniało tylko niewiele miejsca dla potężnego miejsca przyłączenia kości palców. W przypadku ptaków biegających obszar ten jest typowo szeroki, zapewniający równowagę podczas chodu czy biegu. Struktura występująca u E. eocaenus pozwalała natomiast na znacznie większą ruchomość palców. Płytkie rowki bloczka umożliwiały wykonywanie palcami ruchów na boki. Jeśli gatunkowi poprawnie przypisano pojedynczy znany paliczek (którego wielkość pasuje do reszty szkieletu), to ptak miałby paliczki szerokie od strony bliższej i zwężające się w kierunku dystalnym. Trzeci palec pod względem długości i silnej budowy przewyższał pozostałe. Wewnętrzny był mniej więcej wielkości zewnętrznego, łączył się z tibiotarsem bardziej proksymalnie. Na powierzchni grzbietowej tarsometatrsu widnieje pojedynczy otwór, a podeszwowe ujście zagłębienia leży pomiędzy krańcami dystalnymi trzeciej i czwartej kości śródstopia. Prawdopodobnie mieściło się w nim ścięgno mięśnia przywodziciela palca zewnętrznego. Kolejny mieścił być może nerw i naczynia krwionośne przebiegające na powierzchni podeszwowej tarsometatarsu. Strona zewnętrzna zewnętrznych bloczków posiadała na tylnym końcu hak, który wraz z głębokimi otworami na więzadła odpowiadały za przenoszenie na ścięgna znacznej siły. Paluch był szczątkowo, co jest typowe dla ptaków o dużej ruchliwości stopy, jednak nie można stwierdzić, czy palca tego w całości brakowało.

### Wielkość i zdolność do lotu

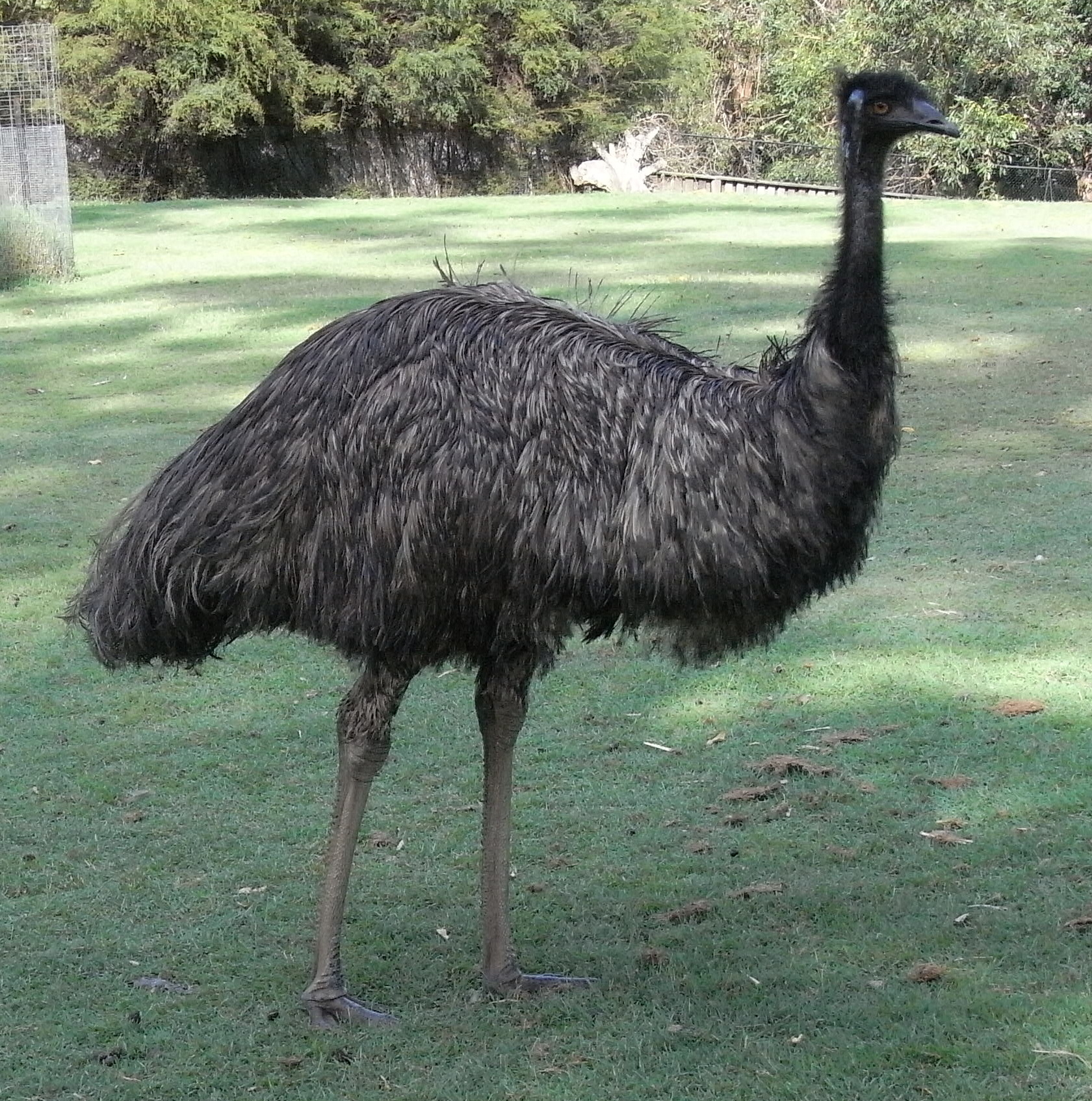
Choć nie wiadomo, jak wyglądał, E. eocaenus był prawdopodobnie mniej więcej wysokości i masy ciała tego emu (Dromaius novaehollandiae)

E. eocaenus był dość ciężki, osiągając wielkość gatunku Mullerornis betsilei. Nie dorównywał jednak masą ciała temu mamutakowi o ciężkich kościach, posiadał lżejszą budowę, zwłaszcza jeśli zachował po swych latających przodkach kości pneumatyczne. Od podłoża do miednicy równał się prawdopodobnie wysokością dużemu nandu czy małemu emu, mierząc w każdym wypadku nieco mniej od metra, zaś masywne kości prehistorycznego ptaka zdawały się nosić korpus cięższy niż u chyżych bezgrzebieniowych. Nawet nie posiadając długiej szyi, Eremopezus osiągać musiał wzrost średniego dorosłego człowieka. Ważył zaś prawdopodobnie mniej niż 50 kg – nieco więcej niż duże emu – i więcej niż 10 kg – przeganiając w tym względzie żyjące obecnie bociany (osiągające 150 cm wysokości) i trzewikodzioba.

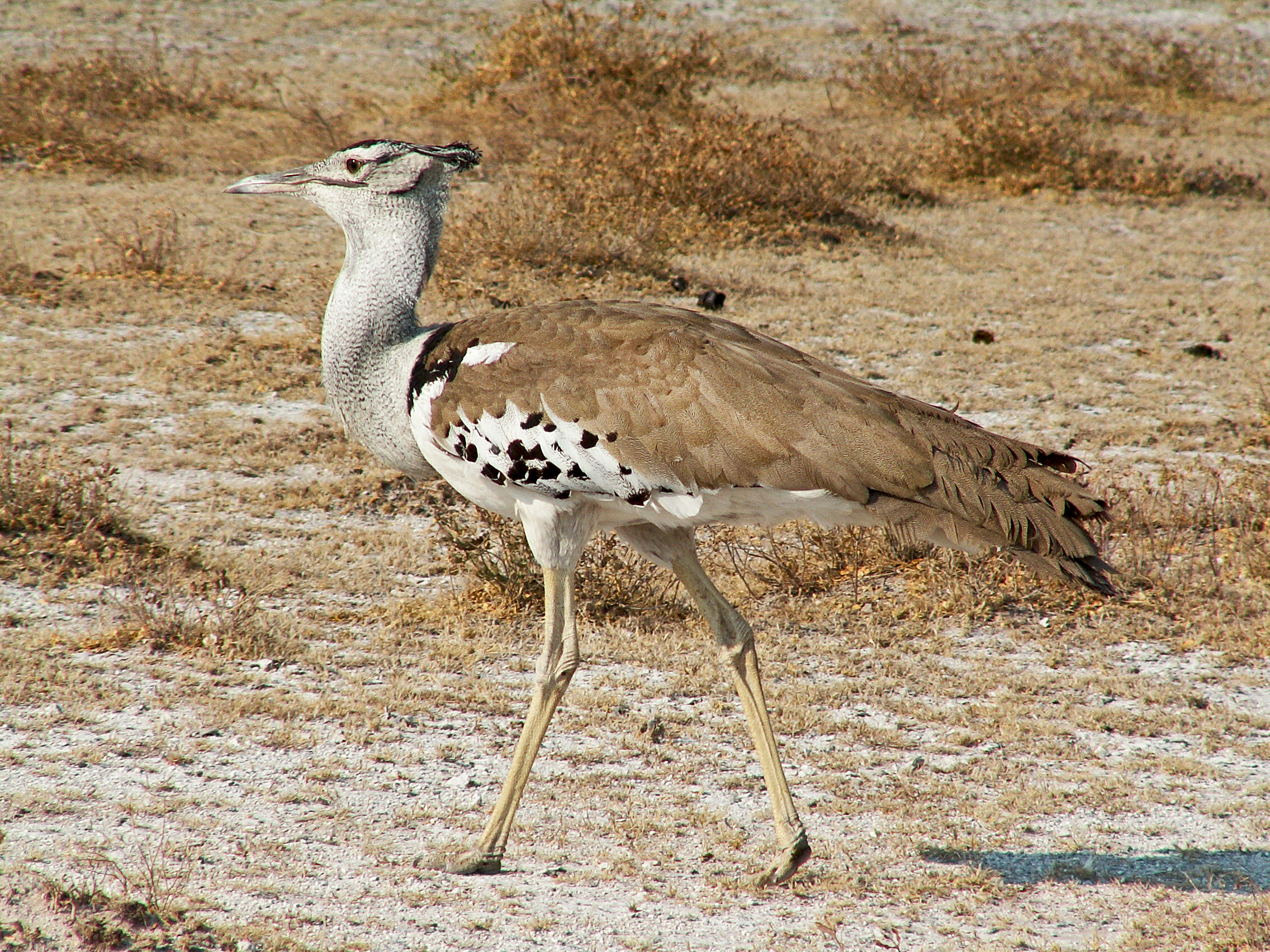
Dorosły drop olbrzymi (Ardeotis kori). Być może E. eocaenus osiągał masę jedynie tego ptaka

Granica masy ciała ptaków latających wynosi generalnie około 25 kg, wyjątek stanowi Argentavis magnificens, który wyewoluował jednak w specyficznych warunkach ekologicznych. Dorosły samiec dropia olbrzymiego czy dropia potrafią świetnie latać, ważąc ponad 20 kg. W normalnych warunkach stosunek utrzymywanej w powietrzu masy do powierzchni skrzydeł nie przekracza 25 kg/m². Eremopezus, posiadając zdolność do lotu, stanowiłby wyjątek. Paleontolodzy nie uznają tego za prawdopodobne. Tak grube kości, jak jego, spotykano jedynie u ptaków nielatających. Tarsometatarsus sekretarza osiąga dla przykładu tylko o 20% krótszy, ale o 60% smuklejszy niż eremopezowski. Wobec tego wydaje się, że kości kończyny górnej uległy redukcji. Proces taki przebiega szybko, u wyspiarskiej rodziny chruścielowatych trwał on jedynie 10 000 lat.

### Upierzenie i dziób
Gdy ptaki tracą zdolność lotu, ich upierzenie ulega modyfikacji. Traci ono haczyki utrzymujące kształt stosiny, dzięki czemu pióra bardziej przypominają włosy. Nie nadając się już do niepotrzebnego wytwarzania siły nośnej, zapewniają zwierzęciu izolację cieplną. Nauka nie posiada żadnej informacji o kolorze piór opisywanego tu rodzaju. Nie podejrzewa się go jednak o jaskrawe ubarwienie, gdyż narażałoby go na atak ze strony drapieżników znajdujących się na szczycie łańcucha pokarmowego. Poza tym jednak mało można wywnioskować. Być może upierzenie było w całości lub częściowo białe, szare lub czarne, z dużą ilością eumelaniny, ale małą karotenoidów i feomelanin, co zwykle obserwuje się u dużych ptaków wodnych, zwłaszcza zamieszkujących podobne środowiska. Jednak dopóki nie rozjaśni się kwestia jego pokrewieństwa, nie można wykluczyć, że posiadał też elementy brązu czy innych barw. Przypominające włosy upierzenie nielotów posiada możliwości tworzenia barw strukturalnych (wynikających nie z obecności pigmentu, ale z charakterystycznej uporządkowanej struktury). Ptaki takie, jak kakapo (Strigops habroptila) i takahe (Porphyrio hochstetteri), potwierdzają tezę, że nic poza kolorem oliwkowym i ciemnoniebieskim nie jest fizycznie możliwe, gdy pióra zaczną tracić swą strukturę.
Było to zwierzę lądowe, mogło posiadać krótką szyję. Jeśli jednak zamieszkiwało tereny podmokłe, była ona dłuższa. Nie wiadomo, jaki kształt przyjmował dziób tego ptaka. W każdym razie powinien on się zaadaptować do sposobu odżywiania się stworzenia. Nawet nie należąc do drapieżców, ale będąc, jak się wydaje, członkiem Neoaves, Eremopezus posiadał niezbyt odległych przodków, którzy prawdopodobnie żywili się pokarmem zwierzęcym. Jeśli zaś sam preferował taki sposób żywienia się, jego głowa mogła kończyć się zakrzywionym dziobem ptaków drapieżnych. Pośród wspomnianych już ptaków wodnych żerujących na wodnych lub lądowych dużych bezkręgowcach i niewielkich kręgowcach najużyteczniejszy wydaje się dziób w kształcie włóczni. Wyróżniają się tutaj pełnopłetwe o dużym haczyku na końcu dzioba, obecnym nawet w przypadku plezjomorficznego dzioba warugi (Scopus umbretta). Jeśli E. eocaenus zaliczał się do tego rzędu, prawdopodobnie posiadał podobny twór, aczkolwiek mógł już wytworzyć autapomorfie, jak dziwaczny worek pelikana.

## Ekologia

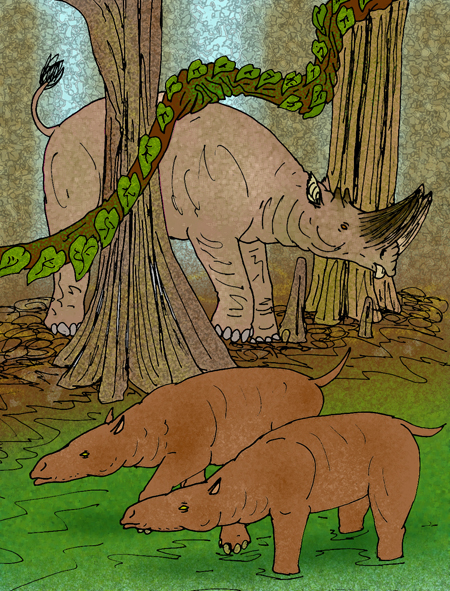
Porośnięte lasem bagniska Fajum na przełomie eocenu i oligocenu, widoczne Arsinoitherium zitteli (na przedzie) i Bothriogenys fraasi. Wizja artysty

Formacja Jebel Qatrani obejmuje głównie piaskowce i mułowce odłożone w zakolach meandrującej rzeki odprowadzającej słodką wodę z północnego wschodu Afryki na zachód w kierunku depresji położonej u wybrzeży Oceanu Tetydy i przynajmniej w sezonie wilgotnym przekształcającej się w duże płytkie jeziora. Cały region leżał nisko. Zaledwie kilka milionów lat przed opisywanym ptakiem, gdy poziom morza był wyższy, leżał pod wodą.
Klimat był cieplejszy niż dzisiaj, prawdopodobnie tropikalny o obfitych deszczach w sezonie monsunowym, o czym świadczą dawne gleby zbudowane z osadów aluwialnych i pozostałości korzeni szkarpowych. Środowisko przypominać musiało spotykane dzisiaj w delcie Nilu. Skamieniałości rodzaju Eremopezus pochodzą z czasu, gdy było tam znacznie więcej lasów, a mniej terenów trawiastych niż obecnie. Trzciny z podrodziny Arundinoideae były w Afryce sprzed 35 milionów lat prawdopodobnie znacznie słabiej rozprzestrzenione niż obecnie, ale wygląda na to, że inne Poales – Cyperaceae (być może obejmujące przodka cibory papirusowej Cyperus papyrus), Juncaceae i Typhaceae – rosły już w wodnych siedliskach.
Fauna lądowa tego habitatu składała się głównie z przodków dzisiejszych zwierząt afrykańskich. Wśród ssaków zwracały uwagę afrotery. Egzystowało jeszcze kilka wymarłych dziś linii, jak Anthracotheriidae czy kreodonty. Co do ptaków, skamieniałości występują obficie dopiero w warstwach o kilka milionów lat późniejszych, reprezentując awifaunę paleogeńską wybrzeży kurczącego się Oceanu Tetydy. Ich przodkowie zamieszkują dziś Afrykę tropikalną. W kamieniołomie L-41 odszukano pozostałości dużego przodka bocianów, prawdopodobnie Palaeoephippiorhynchus dietrichi), co wskazuje, że dwa lub trzy osobniki gatunku E. eocaenus, których jedną prawą i dwie lewe stopy odnaleziono, zmarły na terenie lub w obrębie zbiornika wody stojącej. Zgadza się to bardziej z poglądem, że ptaki te rzeczywiście zamieszkiwały takowe środowisko niż z przypuszczeniem, że ich ciała miałaby tu przynieść powódź lub coś innego.
E. eocaenus mógł żywić się owocami lub roślinnością bagnistego lasu, podczas gdy wczesne Neoaves (do których prawdopodobnie się zaliczał) należały do drapieżników. Spożywały one głównie średniej wielkości kręgowce lądowe – na przykład duże gady (choćby węże, jak szeroko rozprzestrzeniony późnoeoceński rodzaj Pterosphenus, osiedliły się w Fajum niedługo po cofnięciu się oceanu) czy mniejsze ssaki (jak gryzonie Phiomyidae – z których niektóre potrafiły wspinać się na drzewa; m.in. Acritophiomys bowni i Gaudeamus hylaeus występujące obficie w tej samej warstwie, przedstawiciel afroterów Herodotius pattersoni, domniemane Potamogalinae Widanelfarasia czy niezidentyfikowany oposopodobny torbacz należący do lub bliski krewny rodzaju Peratherium). Alternatywna hipoteza zakłada, że – zależąc od swego preferowanego siedliska – spożywał głównie kręgowce wodne (żmijogłowowate Parachanna fayumensis, sumokształtne prawdopodobnie rodzajów starszych, jak Fajumia czy Characiformes, być może reprezentujących alestesowate (Alestidae) odnalezione w nieco młodszych osadach z Fajum. Nie można też wykluczać, że Eremopezus odfiltrowywał pokarm z wody, jak czynią to dziś flamingi czy większość blaszkodziobych, od 2008 uznano go wstępnie za wyspecjalizowanego dużego ptaka wodnego. W każdym razie musiał on wędrować przez znaczne obszary, by znaleźć wystarczającą dla siebie ilość pożywienia, wobec czego gęstość populacji powinna być raczej niska. Nie starając się potomstwo, zwierzęta te prowadziły prawdopodobnie samotniczy tryb życia, pary być może łączyły się ze sobą na stałe, jak często czynią ptaki.